# Denise Vindevogel
Denise Vindevogel est une monteuse belge connue pour avoir monté des films tels que Paix sur les champs de Jacques Boigelot, Franz de Jacques Brel et Le Maître de musique de Gérard Corbiau.

## Biographie
Denise Vindevogel étudie la philologie romane, puis le montage à l'INSAS (Institut national supérieur des arts du spectacle) dont elle est diplômée en février 1969. Depuis 1978, elle est professeur de montage dans cet institut.
Vindevogel habite à Ruysbroeck (Brabant flamand).

## Filmographie
- 1970 : Paix sur les champs de Jacques Boigelot
- 1972 : Franz de Jacques Brel
- 1974 : La Cage aux ours
- 1981 : Le Filet américain (België door de vleesmolen)
- 1987 : Falsch
- 1988 : Gros Cœurs
- 1988 : Le Maître de musique de Gérard Corbiau
- 1989 : Kateb Yacine, l'amour et la révolution
- 1990 : Babylone
- 1990 : À fleur de terre
- 1991 : L'Année de l'éveil
- 1992 : Je pense à vous
- 1992 : Jouir de ses facultés (TV)
- 1993 : Marie
- 1993 : Mizike Mama
- 1996 : Ilhéu da Contenda
- 1997 : Mon amour (TV)
- 1997 : Combat de fauves
- 1997 : Black Dju
- 1998 : The Commissioner
- 1998 : Un amour de cousine (TV)
- 1999 : Les Hirondelles d'hiver (TV)
- 1999 : Joséphine, ange gardien (série télévisée, 1 épisode)
- 1999 : Un cœur pas comme les autres (TV)
- 1998 : Maigret (série télévisée, 1 épisode)
- 2001 : Maigret (série télévisée, 1 épisode)
- 2001 : Au-delà de Gibraltar
- 2002 : Va, petite !
- 2004 : La Ronde des Flandres (TV)
- 2004 : Cinéastes à tout prix
- 2004 : Le Cauchemar de Darwin
- 2006 : La Couleur du sacrifice (vidéo)
- 2007 : L'Autre Moitié
- 2009 : The Weak Current: Pietro Savorgnan di Brazza
- 2009 : Fausses innocences (TV)
- 2014 : Nous venons en amis (We Come as Friends) de Hubert Sauper
- 2014 : Parcours d'amour